# Villa romana de Las Calaveras
La villa romana de Las Calaveras, se localiza en el término municipal de Renedo de Esgueva (Provincia de Valladolid, España)
Se trata de un extenso yacimiento de 14 hectáreas, recogido en el Inventario Arqueológico de Valladolid, y en el que la prospección ha distinguido varios núcleos con especial densidad de hallazgos, lo que se corresponde con la discontinuidad de estructuras que se aprecian en las fotografías aéreas.
Declarada como Bien de Interés Cultural el 6 de agosto de 1999.
Se distinguen los siguientes núcleos constructivos: 
- Un conjunto arquitectónico de amplio desarrollo en torno a un patio con peristilo, fácilmente identificable con la villa propiamente dicha.
- Una construcción con planta de dos cuadrados inscritos, identificable con un pequeño templete o "fanum".
- Un sector que el inventario arqueológico reconoce como necrópolis, con abundante presencia de restos humanos, en el que nítidamente se dibuja un gran edificio basicial rectangular con ábsides contrapuestos en los lados cortos e interiormente compartimentando, que viene a constituir el primer ejemplo conocido de época tardorromana en la meseta, donde sí se construyeron otros visigodos y mozárabes con parecida planta y se viene a unir a otros conocidos de la península y a los más abundantes norteafricanos.
- Junto a él, hay trazas de un pequeño edificio de perímetro cuadrados en el que se inscribe una planta interior tetralobulada, que pudiera corresponder, a un baptisterio o "mausoleo martyrium".

La cronología del conjunto es tardorromana, como ponen de manifiesto los abundantes materiales cerámicos de "terra sigillata hispanica tardía", y vidrios, aunque algunos fragmentos cerámicos ponen de manifiesto un antecedente altoimperial.